# Елефтерион (Теодосијева лука)
Лука Елеутерије (средњовековни грчки: λιμην Ελευθεριου), првобитно позната као Теодосијева лука (латински: Portus Theodosiacus, старогрчки: λιμην Θεοδοσιου) била је једна од лука у древном Константинопољу, главном граду Византијског царства, која се налази испод модерногданашњег насеља Јеникапи у Истанбулу, Турска. Изграђена је на ушћу водотока(потока) Ликус који је пролазио кроз антички и средњевековни град до Пропонтиде (Мраморног мора).
Лука је изграђена крајем 4. века, за време владавине цара Теодосија I, и била је главна градска трговачка тачка града током периода касне антике.Свој максоимум достигла је у периоду од 4-8 века,а са њеним коришћењем наставило се у ограниченом обиму све до 11. века.Једним од узрока пропадања луке сматра се и губитак Египта,што је након 400 стотине година просперитета задало велики ударац овој највећој царској трговачкој луци и знатно умањио потребу за коришћењем њених пуних капацитетима, нако чега је почело њено постепено опадање и услед чега више никада није достигла свој максимални промет. Муљ(силт) из потока Ликус је услед свог таложења, на крају у потпуности испунио луку, због чега је подручје луке касније пертворено у пољопривредно земљиште услед ефеката узводне ерозије и таложења. У отоманско доба обо подручје бива преграђено.
Лука се налазила на јужној страни полуострва на коме је изграђен град, на обали Мраморног мора. Остале луке на јужној обали града биле су лука Јулијан и мала лука палате Буколеон. Луке Неорион (лат. Neorium) и Просфорион (старогрчки: προσφοριον, лит. ”увозна лука”, латински: Portus Prosphorianus) налазиле су се на Златном Рогу, на северној обали полуострва. Данас северну обалу луке оцртава Кучук Ланга Кад. (Мала Ланга Ст.) названа по ранијем грчком имену Вланга.
У новембру 2005, радници на пројекту тунела Босфор открили су муљем прекривене остатке луке. Ископавања су дала доказе о постојању Теодосијеве луке из 4. века. На тој локацији археолози су открили трагове градског бедема Константина Великог, као и остатке преко 35 византијских бродова који датирају из периода од 7. до 10. века, укључујући ту и неколико византијских галија, чији остаци никада раније нису били откривени. Поред тога, ископавања су открила најстарије доказе о насељавању становништва  на подручју града Константинопоља, са разним артефактима, укључујући ту: амфоре, фрагменте грнчарије, шкољке, комаде костију, коњске лобање и девет људских лобања пронађених у торби, који датирају из 6000. године пре нове ере.

## Галерија
- Разни налази из византијског доба
- Уљане лампе пронађене у Јеникапију
- Отисци стопала пронађени у Јеникапију
- Семе пронађено у Јеникапју
- Плоче и посуде пронађене у Јеникапију
- Кости животиња пронађене у Јеникапију

## Рефернце
1. 1 2  Christiansen, Jonatan; Ginalis, Alkiviadis (2018). „harbours”.  Ур.: Nicholson, Oliver. The Oxford Dictionary of Late Antiquity (на језику: енглески). 1. Oxford University Press. ISBN 9780198662778. doi:10.1093/acref/9780198662778.001.0001.
2. ↑  „Archaeology slows down building of Europe-Asia tunnel”. Manchu Project. Архивирано из оригинала 20. 07. 2011. г. Приступљено 15. 10. 2010.
3. ↑  „Lost Treasures of Constantinople Test Turkey's 21st-century Ambition”. Guardian News & Media. Архивирано из оригинала 15. 3. 2009. г. Приступљено 15. 10. 2010.
4. ↑  Rose, Mark; Aydingün, Sengül. „Under Istanbul”. Archaeology.org. Archaeological Institute of America. Приступљено 2008-10-27.
5. ↑  „Nautical archaeology takes a leap forward”. Архивирано из оригинала 07. 10. 2011. г. Приступљено 20. 04. 2024.